# Crossover (ficção)

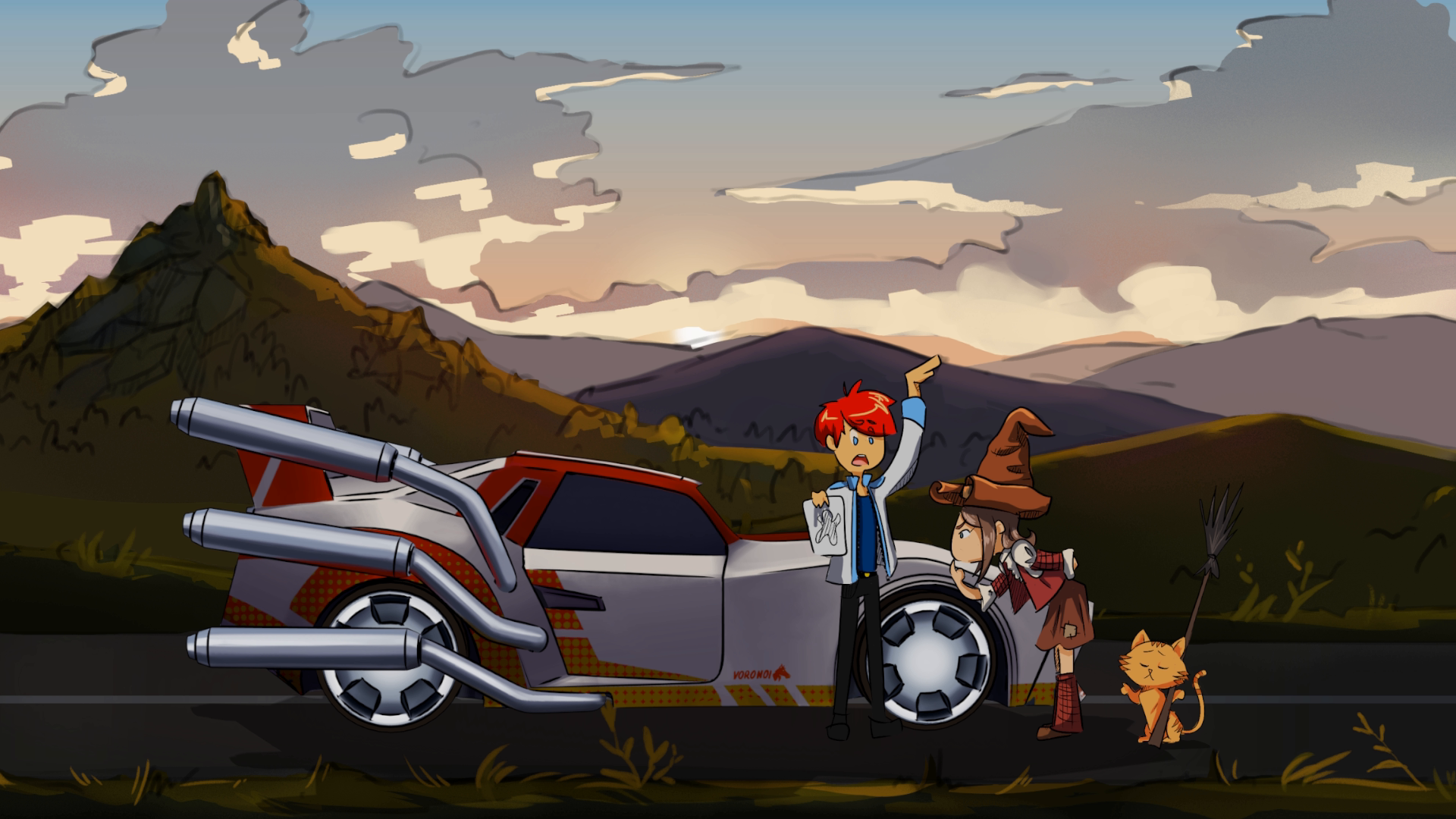
Ivan Tsarevich e as aparições de Pepper and Carrot no episódio 4 do Projeto Morevna.

Um crossover (geralmente pronunciado /krɔˈsoveʁ/) é a colocação de dois ou mais personagens, cenários ou universos de ficção distintos no contexto de uma única história. Eles podem surgir de acordos legais entre os detentores de direitos autorais relevantes, esforços não autorizados de fãs ou propriedade corporativa em comum.

## Oficiais e não oficiais
Os crossovers geralmente ocorrem em uma capacidade oficial para que os detentores de direitos de propriedade intelectual recolham a recompensa financeira da combinação de duas ou mais propriedades estabelecidas populares. Em outros casos, o crossover pode servir para introduzir um novo conceito derivado de um mais antigo.
Os crossovers geralmente ocorrem entre propriedades pertencentes a um único proprietário, mas podem, mais raramente, envolver propriedades de diferentes proprietários, desde que os obstáculos legais inerentes possam ser superados. Eles também podem envolver o uso de personagens que passaram para o domínio público com aqueles simultaneamente sob proteção de direitos autorais.
Uma história de crossover pode tentar explicar sua própria razão para o crossover, como personagens sendo vizinhos (exemplos notáveis sendo os elencos de The Golden Girls e Empty Nest) ou encontro via fenda dimensional ou fenômeno semelhante (uma explicação comum para propriedades de ficção científica que têm proprietários diferentes). Alguns crossovers não são explicados de forma alguma. Outros são absurdos ou simplesmente impossíveis dentro do cenário ficcional, e devem ser ignorados pelas respectivas continuidades da série. Ainda assim, outros tornam intencionalmente confusas as relações entre dois ou mais universos ficcionais, como em Os Simpsons e Futurama, em que cada programa é ficção no outro.
Em contraste com os crossovers legais, os crossovers não oficiais são criados unicamente por causa do prazer artístico obtido por seus produtores. Geralmente, os crossovers não oficiais assumem a forma de ficção escrita por fãs (fanfic) e fanart, mas são cada vez mais prevalentes em filmes e rádio amadores. Enquanto os crossovers oficiais são frequentemente frustrados por questões como direitos autorais, pagamentos de royalties, qualidade da escrita e propriedade dos personagens, crossovers não oficiais são livres de tais preocupações, desde que os proprietários não exerçam seu direito de proibir a distribuição de tal material.
Um exemplo seria o filme live action de ação não autorizado feito por fãs Batman: Dead End, que reúne as propriedades de Batman, Alien e Predador em um cenário.
Crossovers não oficiais também podem ocorrer em um cenário "e se". Roger faz aparições frequentes em Family Guy, enquanto Brian faz participações especiais em American Dad!. Roger, Rallo Tubbs e Klaus Heissler foram vistos na paródia final de Family Guy Star Wars, "It's A Trap!", como um Oficial Imperial, Nien Nunb e o almirante Ackbar, respectivamente. Stewie também aparece como uma alucinação interativa de Booth em Bones quando o agente tem problemas sobre a possibilidade de se tornar um doador de esperma, com David Boreanaz (que interpreta Booth) retribuindo o favor em "Road to the North Pole". Uma aparição de Elmo, da Vila Sésamo, foi feita, numa alucinação de Connie Ray, na sitcom de TV The Torkelsons . Frequentemente, são criadas fusões de fanfiction entre diferentes filmes e séries de ficção científica, como Star Wars vs. Star Trek ou Babylon 5 vs. Stargate. MUGEN é um motor de jogo de luta que apresenta muitos personagens e cenários fictícios e criados por fãs de várias séries de televisão, filmes, bem como outros videogames.

## Histórias em quadrinhos

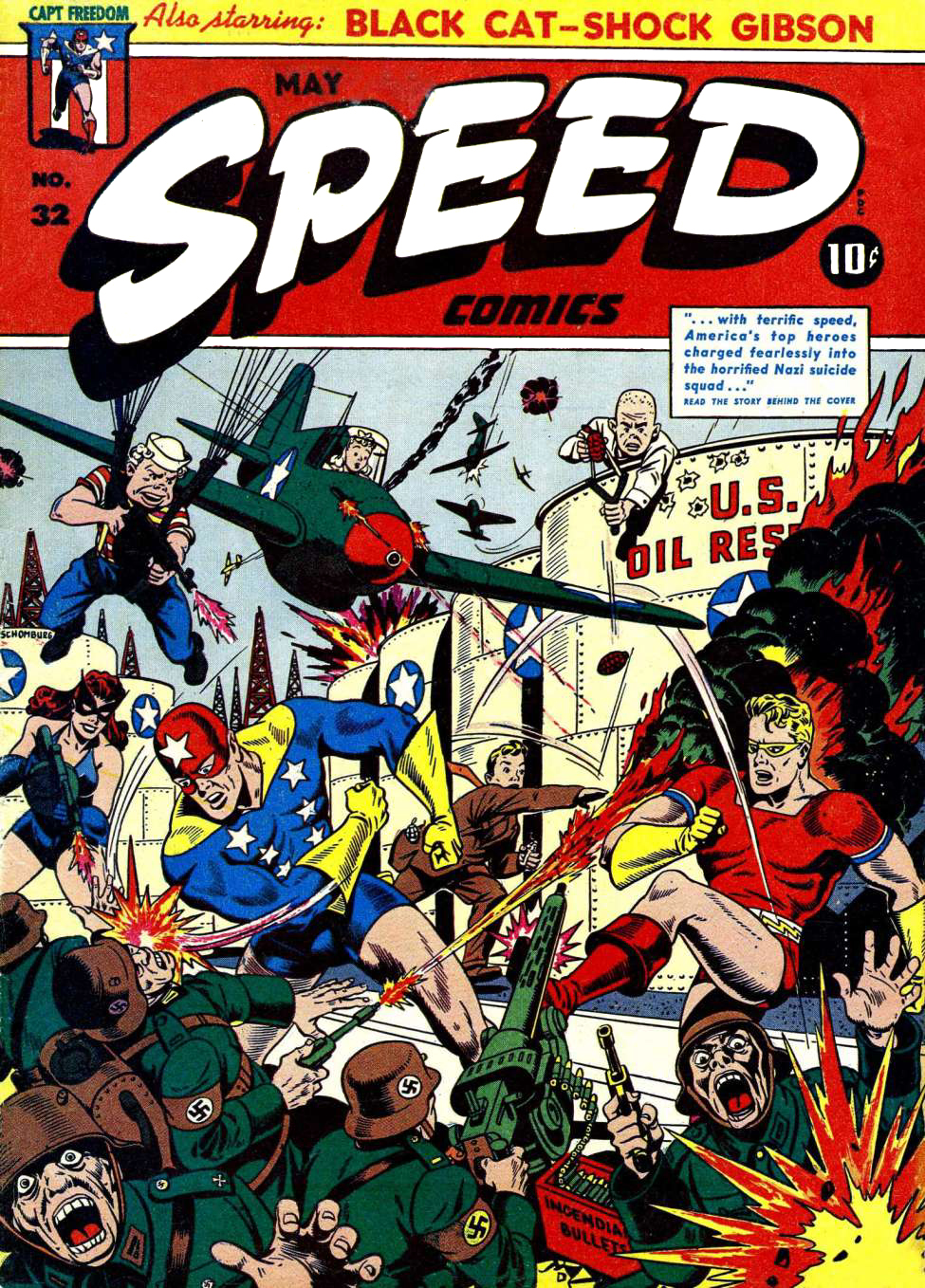
Crossover de quadrinhos podem ser observados desde a Idade de Ouro, onde os personagens frequentemente se uniam na capa (embora muito mais raramente no interior). Speed Comics número 32, arte de Alex Schomburg.

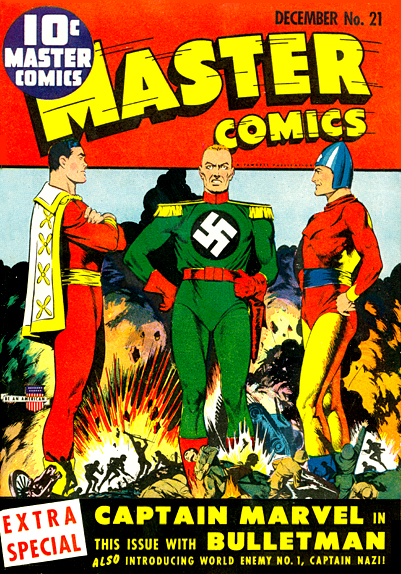
Um dos primeiros exemplos de crossover de quadrinhos: Capitão Marvel e Bulletman unem forças para lutar contra o Capitão Nazista. Master Comics número 21, arte de Mac Rayboy.

Crossovers de vários personagens, pertencentes a uma empresa ou publicados por um editor, têm sido usados para estabelecer uma continuidade estabelecida, onde os personagens podem frequentemente se encontrar em um ambiente. Isto é especialmente verdadeiro de editoras de quadrinhos, como diferentes personagens em diversos quadrinhos da Marvel, DC, ou Valiant frequentemente interagem uns com os outros, uma vez que vivem em um "universo compartilhado". Por exemplo, no universo da Marvel Comics, o Homem-Aranha mantém relações frequentes com outro herói da Marvel, o Demolidor, assim como no Universo DC Comics, o Flash e o Lanterna Verde costumam colaborar. Na terminologia dos quadrinhos, esses papéis de "estrela convidada" são comuns o suficiente para não serem considerados crossovers; em vez disso, essa colaboração de curto prazo para combater o crime é chamada de team-up. Um crossover em termos de quadrinhos ocorre apenas quando uma história abrange mais de um título. Isso levou a "eventos de crossover" nos quais as principais ocorrências são mostradas como afetando a maioria ou todas as histórias no universo compartilhado.
O mais antigo evento de crossover foi o Zatanna's Search de Gardner Fox que ocorreu em Hawkman # 4 (outubro / novembro de 1964), Detective Comics # 336 (fevereiro de 1965), The Atom # 19 (junho / julho de 1965), Green Lantern # 42 (Janeiro de 1966), Detective Comics # 355 (setembro de 1966) e Justice League of America # 51 (fevereiro de 1967). Esta história trata de Zatanna tentando se reconectar com seu pai, Zatara, e buscando a ajuda de Hawkman, Batman, Robin, o Átomo, Lanterna Verde e o Homem Elástico ao longo do caminho.
O primeiro grande evento crossover foi liderado pelo editor-chefe da Marvel na época, Jim Shooter. Como forma de aumentar as vendas de brinquedos, ele criou o crossover Guerras Secretas que trouxe todos os principais heróis da Marvel em uma minissérie de 12 edições para combater uma ameaça comum. Depois que a ameaça foi tratada, todos eles voltaram aos seus títulos normais. Guerras Secretas foi saudado como um sucesso de crítica e comercial, principalmente porque os eventos do crossover tiveram efeitos duradouros nos personagens (como a introdução do traje preto do Homem-Aranha que mais tarde se tornaria o vilão Venom). Jim Shooter posteriormente aperfeiçoou sua técnica de crossover na Valiant Comics com o evento Unity. Unity reuniu todos os personagens Valiant para derrotar Mothergod, mas foi contado nos títulos existentes da Valiant Comics (e duas edições especiais de fim de livro). Os leitores não eram obrigados a comprar todos os 18 capítulos, pois a história era coerente ao ler apenas um título, mas muito mais detalhada quando todos eram lidos. Como Guerras Secretas, o crossover Unity teve efeitos duradouros no universo Valiant; mais notavelmente a introdução de Turok, o nascimento de Magnus, Robot Fighter e a morte de um grande herói Valiant.
A franquia de quadrinhos Aliens Versus Predator da Dark Horse Comics foi um sucesso que continuou em muitos videogames, dois filmes e até mesmo nos quadrinhos Aliens Versus Predator Versus The Terminator .
Os crossovers de quadrinhos da Raj Comics são muito famosos na Índia, nos quais os super-heróis se encontram para lutar contra um inimigo comum. Muitos desses cruzamentos ocorreram entre Nagraj e Super Commando Dhruva. Em Kohram, todos os heróis do Universo Raj se encontram para acabar com Haru, um inimigo extremamente poderoso.
Os criadores de webcomics às vezes produzem crossovers; uma das primeiras foi uma sequência de duas semanas entre Bruno de Christopher Baldwin e Helen, Sweetheart of the Internet de Peter Zale  em 1998.
Em 2013, Archie Comics lançou um crossover de 12 partes do personagem Mega Man da Capcom e do personagem da Sega Sonic the Hedgehog chamado "Worlds Collide". Tendo lugar em edições das séries de quadrinhos Sonic the Hedgehog, Sonic Universe e Mega Man de Archie, o crossover envolveu Dr. Eggman e Dr. Wily formando uma aliança para assumir ambos os seus universos e destruir seus respectivos inimigos. Sonic e Mega Man foram brevemente enganados para lutar um contra o outro, mas depois juntaram forças e se juntaram a outros heróis para lutar contra as forças dos doutores, que incluíam virtualmente todos os Robot Master apresentados nos jogos Mega Man. A popularidade desse crossover e dos livros envolvidos levou a um segundo crossover em 2015, intitulado "Worlds Unite", que não apenas reuniu Sonic e Mega Man, mas também apresentou personagens exclusivos de quadrinhos de seus dois livros de franquias spinoff Mega Man X e Sonic Boom e várias outras franquias SEGA e Capcom. Este crossover foi habilitado pela conclusão do primeiro crossover, que viu uma reinicialização dos livros do Sonic quando seu universo foi reescrito drasticamente. Os efeitos posteriores disso incluíram os Portais Gênesis, passagens conectando mundos que seriam explorados pelo vilão Sigma de Mega Man X e seus asseclas, forçando uma reunião entre Sonic e Mega Man e uma aliança entre heróis das várias franquias envolvidas. "Worlds Unite" abrange não apenas as três séries apresentadas no primeiro crossover, mas também inclui a série de quadrinhos Sonic Boom, que entrou em publicação entre os dois crossovers.
Existem também crossovers entre empresas, onde personagens pertencentes a duas empresas diferentes se encontram, como os da DC e da Marvel.